# 民族革命運動党
民族革命運動党（みんぞくかくめいうんどうとう、Movimiento Nacionalista Revolucionario, MNR）は、ボリビアの政党。20世紀のボリビアの歴史で最も重要な役割を果たした政党。略称のMNR（エメエネエレ）と呼ばれる事が多い（本稿も以降MNRと表記する）。

## 概説
MNRは1941年にビクトル・パス・エステンソロとエルナン・シレス・スアソにより結党された。以降、2005年頃まで、与党であったり野党であったり立場を変えながらも、ボリビアの政治の重要な位置を占めてきた。この間、計6期政権を執り、3名の大統領を輩出している。
1. 1952年-1956年 ビクトル・パス・エステンソロ
2. 1956年-1960年 エルナン・シレス・スアソ
3. 1960年-1964年 ビクトル・パス・エステンソロ
4. 1985年-1989年 ビクトル・パス・エステンソロ
5. 1993年-1997年 ゴンサロ・サンチェス・デ・ロサダ
6. 2002年-2003年 ゴンサロ・サンチェス・デ・ロサダ

結党当初は民族主義・ポピュリズムであったが、1982年の民政復帰後は新自由主義の親米政治を行なっている。
2002年の時点では、上院11議席（27議席中）、下院36議席（130議席中）を占める第1党であったが、ボリビアガス紛争により支持を失い、2006年現在では上院1議席、下院8議席と大きく後退している。
2005年の大統領選挙では、ボリビア国内の日本人移住者が作った市であるサンフアン・デ・ヤパカニ市出身の日系ボリビア人であるミチアキ・ナガタニ・モリシタ (Michiaki Nagatani Morishita、長谷倫明)がMNRの大統領候補として出馬した。しかしMNRの得票率は6.5%に留まり、上記のように議席を大きく減らす結果となった。
人差し指と中指の2本を立てる、いわゆるピースサインをトレードマークにしている。また、ピンクが党の色である。

## 歴史

### 結党からボリビア革命まで
結党当時のボリビアはチャコ戦争での敗北により民族主義的な思想が勢力を強めつつあり、ダビッド・トロ・ルイロパ大統領はスタンダード・オイル社の事業の国有化をおこなうなど、労働者階級の意見を取り入れた政策が進められていた。しかし、チャコ戦争に従軍した青年将校や都市部の中間層らはそれを不十分と考え、MNRを結成した。
結党後10年の間にMNRは鉱山労働者や農民からの支持も得、錫の利権を持つ財閥と激しく対立し、ポピュリストとしての立場を明確にしていった。そして、1951年5月6日には総選挙で第1党となり、エステンソロ党首が大統領になる権利を獲得するに至る。ところが、軍事政権はこの選挙の無効を宣言し、エステンソロの大統領就任を認めなかった。
このため、鉱山労働者を中心としたMNR支援者たちは武装蜂起し、1952年4月9日にクーデターを起こす。（ボリビア革命、4月革命とも。）
このクーデターを受け、ブエノスアイレスに亡命していたエステンソロがすぐに帰国し、大統領に就任した。

### ボリビア革命後
MNRはボリビア革命による政権取得後、パス・エステンソロとシレス・スアソが交代で大統領を務め、12年間ボリビアを治めた。この間、鉱山などの国有化や農地改革を行なうなど社会主義的な政策を進めていったが、国際収支が悪化しインフレーションが発生するなど経済的な破綻が起こった。このため、MNRは外資導入など資本主義路線に大きく方針を転換、アメリカ合衆国と歩調を合わせるようになっていった。
この方針転換は、ボリビア革命からの支持基盤であった労働者層から強い反発を受けた。そして1964年11月4日にレネ・バリエントス (René Barrientos) とアルフレッド・オバンド・カンディア (Alfredo Ovando Candía) によって引き起こされた軍事クーデターでMNRは失権した。
この頃からパス・エステンソロが保守化、シレス・スアソが左傾化して対立を深めたこともあり、ボリビアは以降1982年まで軍政が続く事になる。シレスはMNRから離れて民主人民連合 (Unidad Democrática y Popular : UDP)を結成した。

### 民政復帰後
1982年に軍部政権が崩壊した後は、シレス・スアソのUDPが政権を握るが、1985年にMNRは再度政権を取得する。パス・エステンソロが3回目の大統領職に就き、親米保守である政策を展開した。この間ボリビアは前年比8,000%に達するハイパーインフレーションを経験するが、エステンソロ政権下で経済企画大臣を務めていたゴンサロ・サンチェス・デ・ロサダが行なった100万分の1デノミネーションでこれを解決した。
この直後の1986年の大統領選挙ではエステンソロに代わってサンチェス・デ・ロサダが立候補し、MNRは他の政党を抑えて最高の得票数を獲得した。しかし過半数には達しておらず、得票数2位の民族民主行動党 (Acción Democrática Nacionalista : ADN)が3位の左派革命運動党 (Movimiento de Izquierda Revolucionaria : MIR)に全ての票を譲ったため、MIRのハイメ・パス・サモラが大統領に就く事となった。
その次の1993年の大統領選挙でもMNRは最高得票数を得、他党との連立にも成功したためサンチェス・デ・ロサダが大統領に就任した。サンチェス大統領下のMNR政権は新自由主義政策をとり、親米政権であった。1950年代のMNRとは逆に国有会社の民営化を進め、外国資本の導入に積極的であった。また、合衆国の後押しを受けて麻薬（コカ）撲滅運動を進めたため、コカ生産農家を中心に農民層には評判が極めて悪かった。一方、経済的には比較的安定した状態であったので、資本家層などいわゆる上流階層の支持は高かった。
1997年8月から2002年8月までの間ウゴ・バンセルのADNに政権を渡したが、その後すぐにMNRは政権を取り戻し、サンチェス・デ・ロサダが2度目の大統領職に就いた。しかし第2次サンチェス政権は発足当初から農民団体や労働者団体と激しく対立し、デモ行進やストライキなどが頻発、暴動も度々発生した。特に、ADN政権下でくすぶり始めた天然ガス採掘の事業化に関する問題はMNR政権下で一気に炎上し、ボリビアガス紛争と呼ばれる大きな混乱を引き起こすに至った。この紛争によりサンチェスは大統領職を事実上奪われ、合衆国に亡命することになった。サンチェス政権下で副大統領だったカルロス・メサ・ヒスベルトが大統領を引き継いだが、彼もまた2005年6月に辞任に追い込まれる。同年末の総選挙でMNRは惨敗し、ボリビアの政治におけるMNRの立場は大幅に弱まった。（正確には、カルロス・メサはMNR党員ではないので、サンチェスが辞任した時点でMNR政権が終わったと考えてもよい。）

## 参考資料
- 在ボリビア日本国大使館 ボリビア概況 歴史
- ボリビア日系協会連合会 ボリビア国の概況（地理・歴史）